# (52601) Iwayaji
(52601) Iwayaji est un astéroïde de la ceinture principale.

## Description
(52601) Iwayaji est un astéroïde de la ceinture principale. Il fut découvert le 29 septembre 1997 à Kuma Kogen par Akimasa Nakamura. Il présente une orbite caractérisée par un demi-grand axe de 2,67 UA, une excentricité de 0,08 et une inclinaison de 6,9° par rapport à l'écliptique.

## Compléments